# Haldenwang, Oberallgäu
Haldenwang là một đô thị ở Oberallgäu bang Bayern thuộc nước Đức.